# Oberhünigen
Oberhünigen is een gemeente en plaats in het Zwitserse kanton Bern, en maakt deel uit van het district Bern-Mittelland.
Oberhünigen telt 317 inwoners.